# 葉步月
葉步月（1907年2月28日—1968年3月23日），台灣作家、醫師，本名葉炳輝。台北市大稻埕人。畢業於台北市太平公學校、台灣總督府台北醫學專門學校（現國立台灣大學醫學院）。

## 略歷
以日文創作為主，作品包括小說、散文、傳記。1925年，在學中也在校友會雜誌發表作品。1930年，畢業，任職於紅十字醫院。1933年，繼承其父在大橋町開設之病院，工作之餘也在「台灣新民報」、「台灣藝術」等報刊發表作品。1943年，獲得台北帝國大學醫學部博士學位。1968年，在加拿大逝於交通事故。

## 著作一覽

### 小說
- 『長生不老』（1946年）
- 『白晝的殺人』（1946年）
- 『七色之心』（2003年）

### 傳記
- 『光輝的南十字星』（杜聰明之傳記）